# Canard à crinière
Chenonetta jubata
Genre
Espèce
Statut de conservation UICN

 LC  : Préoccupation mineure
Répartition géographique
Le Canard à crinière (Chenonetta jubata), chénonette à crinière ou bernache à crinière, est une espèce d'oiseaux de la famille des Anatidae.

## Description
Il mesure entre 41 et 51 cm; ce qui fait d'elle la plus petite des bernaches. Il présente un net dimorphisme sexuel puisque le mâle se caractérise par sa tête brune et son plumage gris tandis que la femelle (et le jeune) est brune avec des marques blanches.
Cet oiseau se rencontre près des lacs et des marais.

## Alimentation
La bernache à crinière est une brouteuse tout comme les oies. Elle se nourrit essentiellement  de plantes, de roseaux et de végétaux aquatiques. Il lui arrive cependant d'être insectivore si l'occasion s'en présente.

## Reproduction
Le canard à crinière se reproduit généralement dans la période estivale de juillet à août mais la ponte peut s'effectuer durant l'ensemble de l'année selon les conditions climatiques. C'est une espèce monogame, le mâle et la femelle participeront tous deux à la recherche du lieu idéal pour pondre (en général une cavité d'arbre, un terrier ou dans un nichoir à chicane en élevage). La cane pondra généralement entre 6 et 12 œufs qu'elle couvera ensuite durant une période de 28 à 34 jours, pendant que le mâle montera la garde devant le nid afin que l'on ne vienne pas déranger sa partenaire.

## Galerie

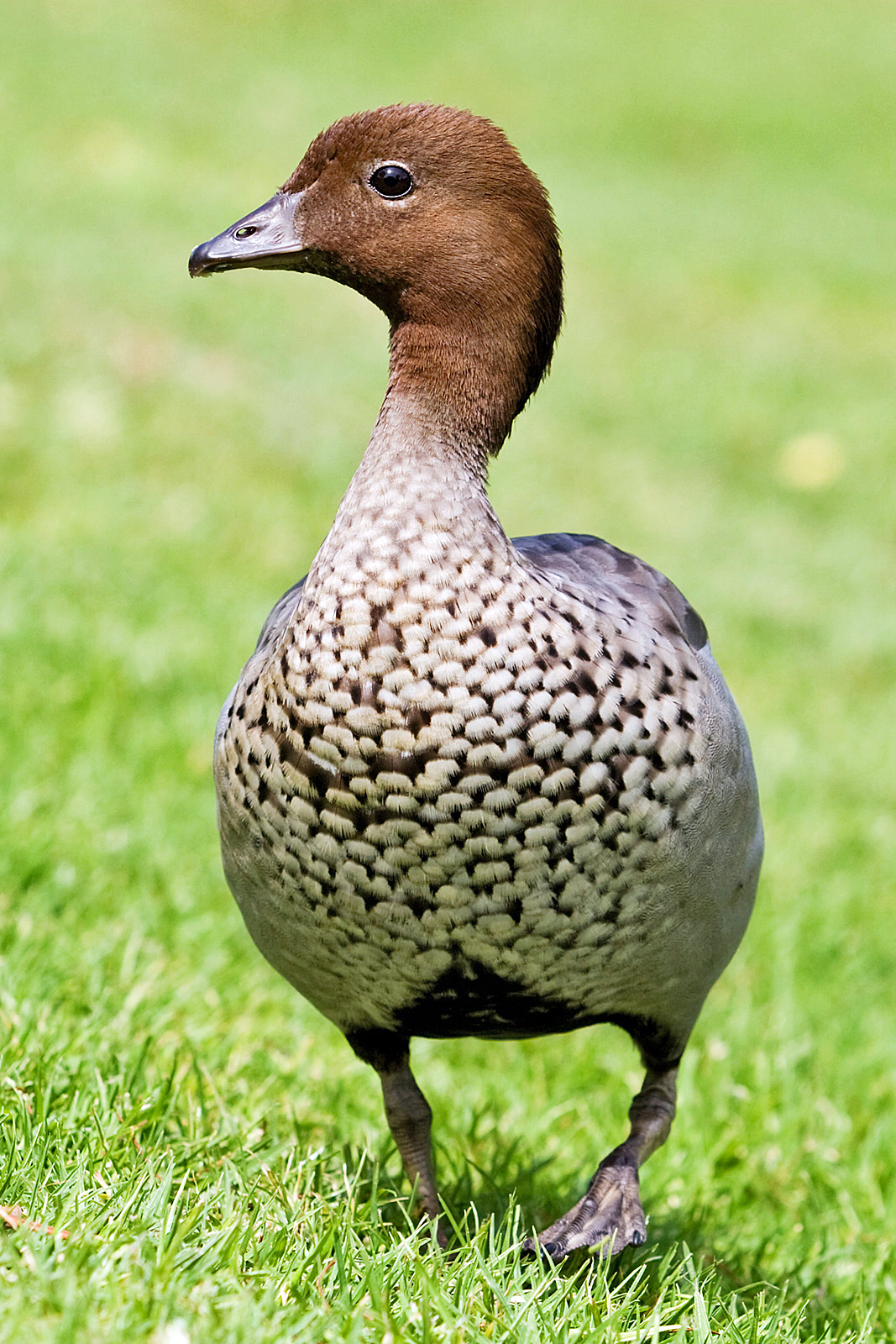
mâle
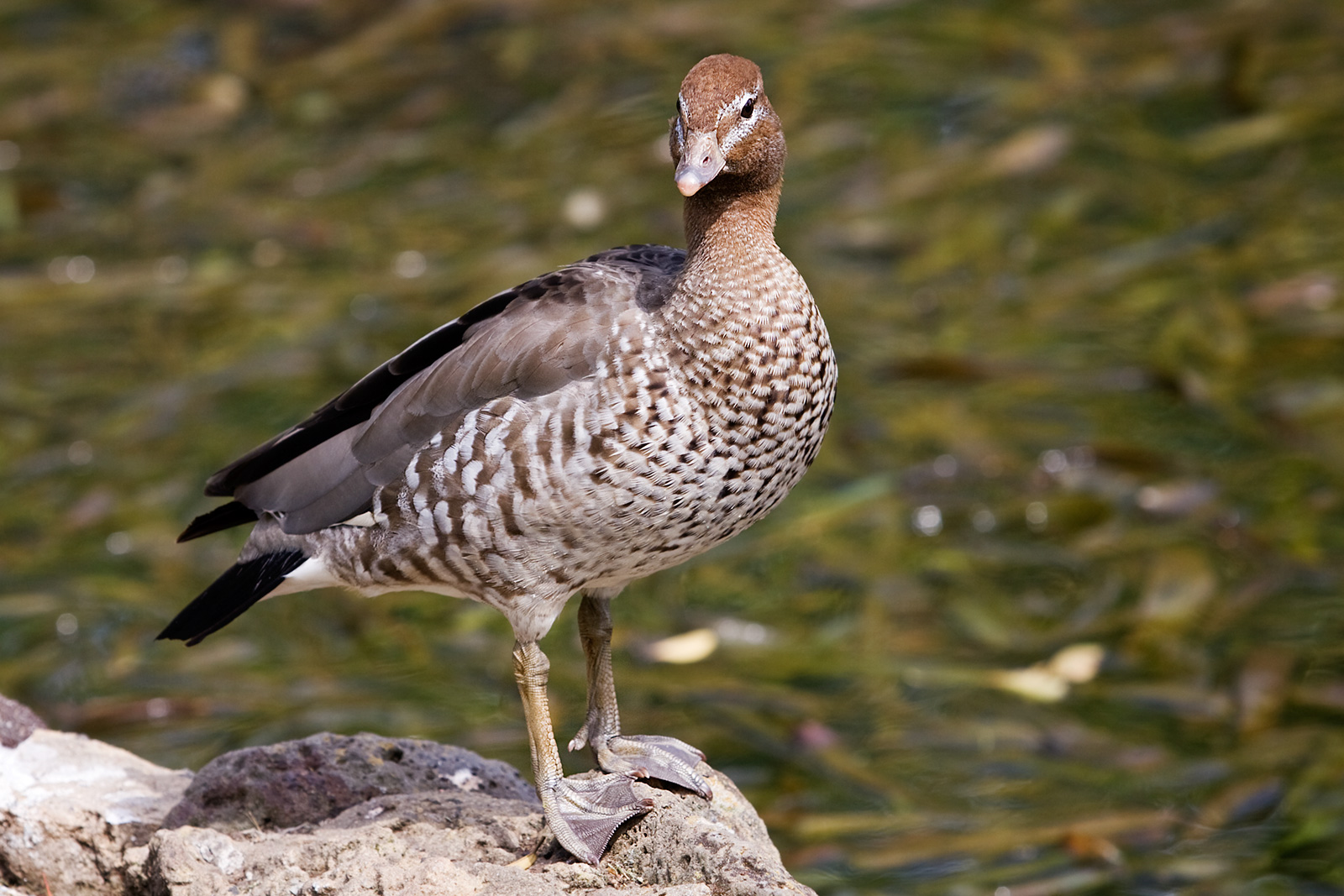
femelle
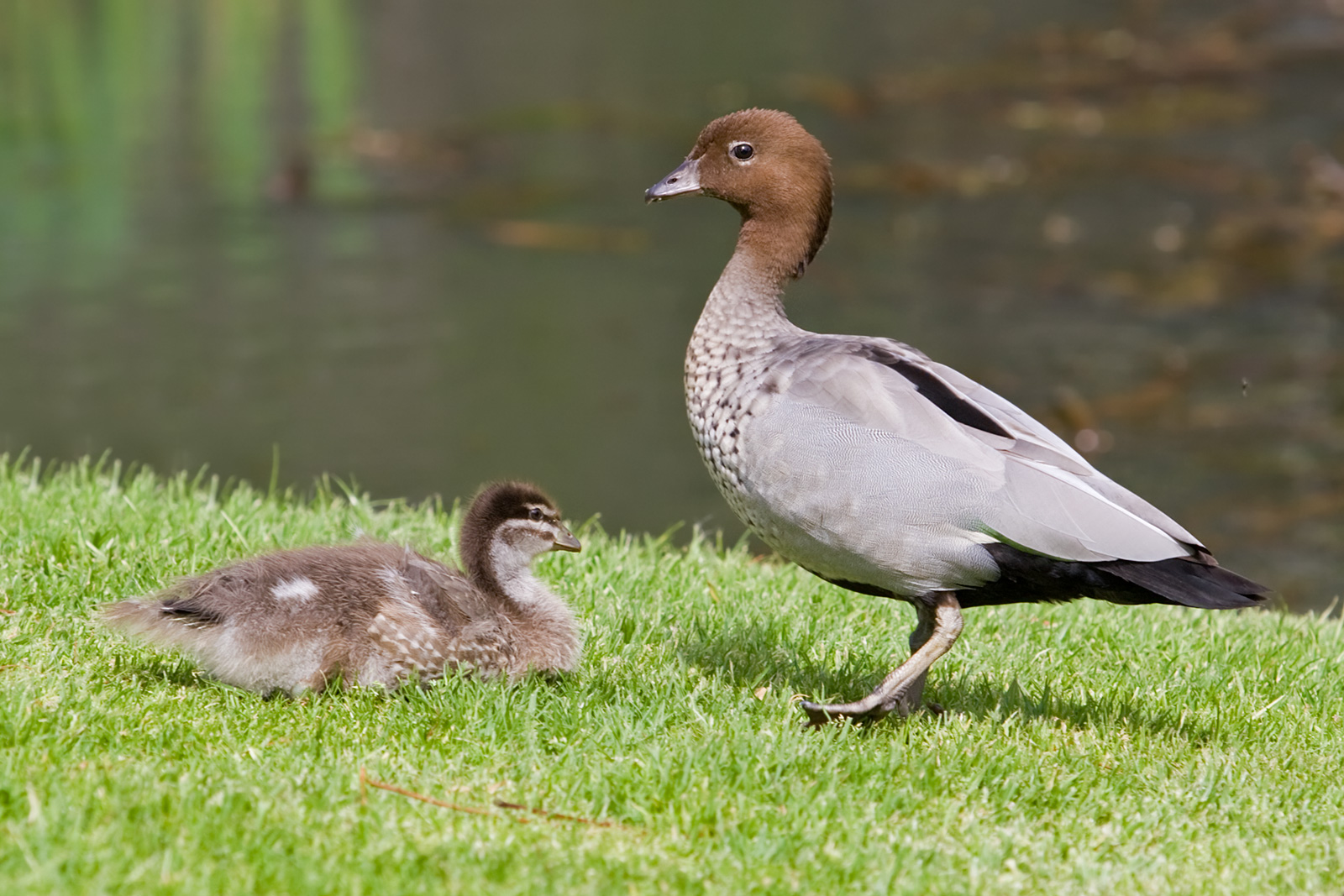
aux jardins botaniques de Melbourne

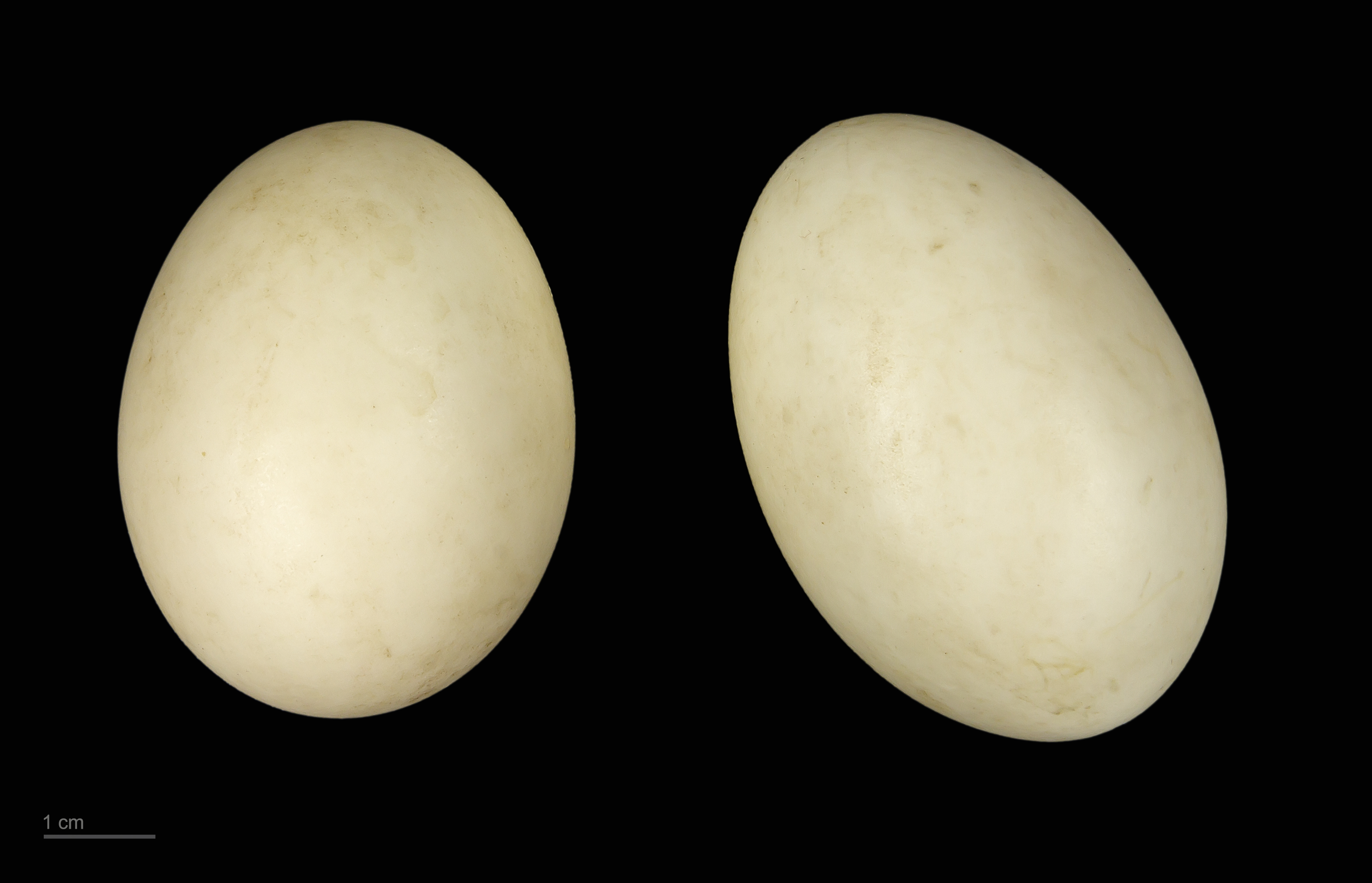
Œuf de Chenonetta jubata - Muséum de Toulouse